# Sant Just de Maumont
Saint-Just-Malmont és un municipi francès situat al departament de l'Alt Loira i a la regió d'Alvèrnia-Roine-Alps. L'any 2007 tenia 4.166 habitants.

## Demografia

### Població
El 2007 la població de fet de Saint-Just-Malmont era de 4.166 persones. Hi havia 1.564 famílies de les quals 382 eren unipersonals (191 homes vivint sols i 191 dones vivint soles), 447 parelles sense fills, 637 parelles amb fills i 98 famílies monoparentals amb fills.
La població ha evolucionat segons el següent gràfic:
Habitants censats

### Habitatges
El 2007 hi havia 1.844 habitatges, 1.600 eren l'habitatge principal de la família, 139 eren segones residències i 105 estaven desocupats. 1.356 eren cases i 486 eren apartaments. Dels 1.600 habitatges principals, 1.133 estaven ocupats pels seus propietaris, 432 estaven llogats i ocupats pels llogaters i 34 estaven cedits a títol gratuït; 17 tenien una cambra, 128 en tenien dues, 279 en tenien tres, 517 en tenien quatre i 659 en tenien cinc o més. 1.170 habitatges disposaven pel capbaix d'una plaça de pàrquing. A 579 habitatges hi havia un automòbil i a 844 n'hi havia dos o més.

### Piràmide de població
La piràmide de població per edats i sexe el 2009 era:
| Homes | Edats   | Dones |
| ----- | ------- | ----- |
| 0     | 95 o +  | 8     |
| 4     | 90 a 94 | 32    |
| 16    | 85 a 89 | 36    |
| 8     | 80 a 84 | 12    |
| 68    | 75 a 79 | 44    |
| 36    | 70 a 74 | 76    |
| 48    | 65 a 69 | 72    |
| 64    | 60 a 64 | 116   |
| 92    | 55 a 59 | 80    |
| 140   | 50 a 54 | 124   |
| 168   | 45 a 49 | 120   |
| 184   | 40 a 44 | 172   |
| 160   | 35 a 39 | 180   |
| 152   | 30 a 34 | 128   |
| 132   | 25 a 29 | 112   |
| 148   | 20 a 24 | 108   |
| 140   | 15 a 19 | 156   |
| 144   | 10 a 14 | 156   |
| 160   | 5 a 9   | 128   |
| 108   | 0 a 4   | 84    |

## Economia
El 2007 la població en edat de treballar era de 2.776 persones, 2.146 eren actives i 630 eren inactives. De les 2.146 persones actives 2.016 estaven ocupades (1.104 homes i 912 dones) i 130 estaven aturades (58 homes i 72 dones). De les 630 persones inactives 184 estaven jubilades, 263 estaven estudiant i 183 estaven classificades com a «altres inactius».

### Ingressos
El 2009 a Saint-Just-Malmont hi havia 1.589 unitats fiscals que integraven 4.124 persones, la mediana anual d'ingressos fiscals per persona era de 17.770 €.

### Activitats econòmiques
Dels 183 establiments que hi havia el 2007, 6 eren d'empreses extractives, 4 d'empreses alimentàries, 29 d'empreses de fabricació d'altres productes industrials, 30 d'empreses de construcció, 29 d'empreses de comerç i reparació d'automòbils, 9 d'empreses de transport, 12 d'empreses d'hostatgeria i restauració, 2 d'empreses d'informació i comunicació, 9 d'empreses financeres, 7 d'empreses immobiliàries, 17 d'empreses de serveis, 17 d'entitats de l'administració pública i 12 d'empreses classificades com a «altres activitats de serveis».
Dels 55 establiments de servei als particulars que hi havia el 2009, 1 era una oficina de correu, 3 oficines bancàries, 6 tallers de reparació d'automòbils i de material agrícola, 1 autoescola, 9 paletes, 2 guixaires pintors, 5 fusteries, 3 lampisteries, 6 electricistes, 4 perruqueries, 9 restaurants, 2 agències immobiliàries i 4 salons de bellesa.
Dels 12 establiments comercials que hi havia el 2009, 1 era un supermercat, 1 una gran superfície de material de bricolatge, 1 una botiga de més de 120 m², 4 fleques, 3 carnisseries, 1 una llibreria i 1 una floristeria.
L'any 2000 a Saint-Just-Malmont hi havia 27 explotacions agrícoles que ocupaven un total de 735 hectàrees.

## Equipaments sanitaris i escolars
El 2009 hi havia 1 farmàcia i 1 ambulància.
El 2009 hi havia 1 escola maternal i 3 escoles elementals.

## Poblacions més properes
El següent diagrama mostra les poblacions més properes.